# Zola sparsata
Zola sparsata là một loài bướm đêm trong họ Geometridae.